# Samuel Watson Black

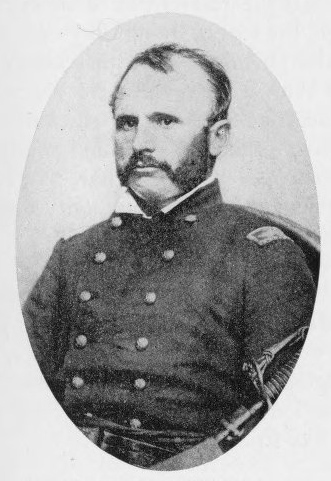
Samuel Watson Black

Samuel Watson Black (* 3. September 1816 in Pittsburgh, Pennsylvania; † 27. Juni 1862 in der Schlacht bei Gaines Mill) war ein US-amerikanischer Politiker. Er war zwischen 1858 und 1861 Gouverneur des Nebraska-Territoriums.

## Frühe Jahre
Samuel Black besuchte die örtlichen Schulen seiner Heimat. Nach einem Jurastudium wurde er ein erfolgreicher Anwalt und Anhänger der Demokratischen Partei. Im Mexikanisch-Amerikanischen Krieg von 1845 bis 1848 war er als Oberstleutnant im militärischen Einsatz. Nach dem Krieg war er wieder als Anwalt und Politiker tätig.

## Aufstieg zum Territorialgouverneur
Im Jahr 1852 bewarb er sich erfolglos um einen Sitz im Kongress. Stattdessen wurde er als Richter in das Nebraska-Territorium geschickt. Dort wurde er sehr schnell populär. Allerdings stimmen sowohl seine Freunde als auch seine Gegner darin überein, dass er ein Alkoholproblem hatte. Im Jahr 1858 wurde er als Nachfolger von William Alexander Richardson zum neuen Gouverneur bestimmt. Da er sich zu diesem Zeitpunkt im Osten von den Folgen eines Jagdunfalls erholte, wurde er in Nebraska von Staatssekretär Julius Sterling Morton vertreten. Nach seiner Ankunft übernahm er dann sein neues Amt. Mit Staatssekretär Morton verstand er sich nicht besonders gut. In diesen Jahren erreichte auch die Frage der Sklaverei Nebraska, obwohl es dort nur sehr wenige Sklaven gab, die von Einwanderern aus dem Süden mitgebracht worden waren. Trotzdem kam es zu vereinzelten Auseinandersetzungen, wobei die Anhänger des Südens deutlich in der Minderheit waren. Der Konflikt nahm nicht die gleichen Maße wie im Kansas-Territorium an, wo es seit Mitte der 1850er Jahre bereits zu bürgerkriegsähnlichen Übergriffen kam.

## Weiterer Lebensweg
Als sich der Weg in den Bürgerkrieg abzeichnete, trat Black im Februar 1861 von seinem Amt als Gouverneur zurück. Er kehrte nach Pennsylvania zurück. Dort half er bei der Aufstellung einer Freiwilligentruppe, deren Kommandeur er als Oberst wurde. Samuel Black fiel in der Schlacht bei Gaines Mill in Virginia.